# Гулями
Гуля́ми (від араб.  غلمان  Ghilman/Ğilman букв. юнак/молода людина) — цим терміном називали воїнів, що несли службу халіфам.

## Етимологія
Слово «гулям» походить від арабського غلام [ ġulām ], множина غلمان [ ġilmān ], غلمة [ ġilma(t) ], أغلمة [ ʔaġlima(t) ] — «хлопчик», «юнак»; «раб», «слуга».

## Історія
Спочатку терміном «гулям» у халіфаті не завжди використовувався для позначення людини-невільника.
Хоча майбутні гулями часто купувалися на невільничих ринках як раби, часто вони були вільними найманцями. Обов'язковим при вступі на службу було прийняття ісламу. Ті хто прийняв іслам, не міг бути рабом у мусульманському суспільстві.
Зазвичай, гулямами ставали придбані на невільничих ринках тюрки, слов'яни, бербери тощо.
/
Фактично гулями складали гвардію (як правило — придворну) східних правителів.
Перші гулями з'явилися при халіфі аль-Мамуні як його тілоохоронці. Вперше гулями як регулярне військо, набране з тюрків, боло укомплектоване аббасидским халіфом аль-Мутасімом у 833—842 роках. Гвардія гулямів була вірна тільки халіфу. Як правило, гулями складали кінноту.
З часом роль гулямів у житті халіфату постійно зростала. Нерідко вони вчиняли державні перевороти, скидаючи одних правителів, і садячи на престол інших. За період з 861 по 870 роки гулями скинули і посадили на престол 4 халіфів (аль-Мунтасіра, аль-Мустаїна, аль-Мутазза і аль-Мухтаді).